# Bohuslav Schnirch

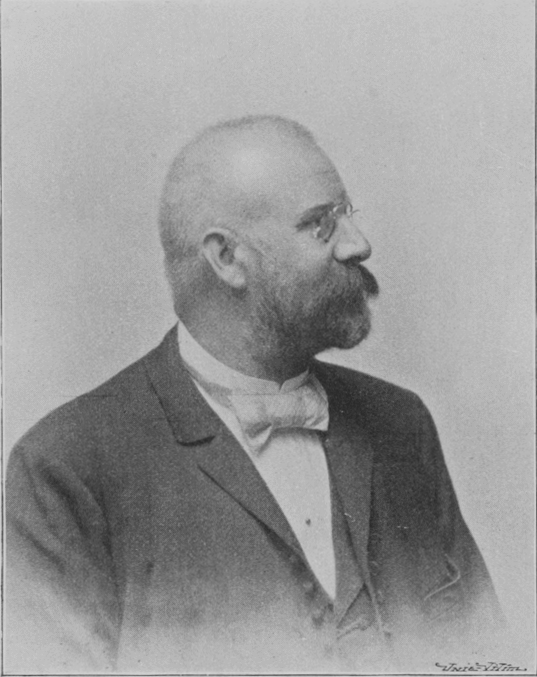
Bohuslav Schnirch

Bohuslav Schnirch, född 10 augusti 1845 i Prag, död där 30 september 1901, var en tjeckisk skulptör. 
Schnirch studerade för Franz Bauer i Wien och för Max von Widnmann i München, fick 1868 första priset för sin staty Helige Georg till häst och skulpterade en mängd dekorativa figurer för Prags praktbyggnader, Nationalteatern, Rudolfinum och Böhmiska museet. Hans förnämsta verk är ryttarstatyn av kung Georg Podiebrad, uppställd i staden med samma namn. Dessutom utförde han bildstoder av bland andra skalden Vítězslav Hálek och politikern Julius Grégr.